# A. J. Burnett
Allan James (A. J.) Burnett (North Little Rock, 3 januari 1977) is een voormaligAmerikaans honkballer in de Major League Baseball. Sinds 2009 is Burnett werper bij de New York Yankees. Daarvoor speelde hij sinds 2005 bij de Toronto Blue Jays en daarvoor sinds 1999 bij de Florida Marlins. Burnett werd in de achtste ronde van de draft van 1995 (als 217e) door de New York Mets uitgekozen.
Een van de meeste opvallende prestaties van Burnett was de no-hitter op 12 mei 2001 tegen de San Diego Padres. De Padres werden met 3-0 verslagen, ondanks de 9 maal 4-wijd die Burnett wel moest toestaan. De pet die Burnett droeg tijdens de wedstrijd is nu tentoongesteld in het National Baseball Hall of Fame and Museum in Cooperstown.
In 2003 moest Burnett, zoals veel andere honkbalspelers een Tommy John-operatie ondergaan. Hij miste hierdoor het seizoen waarin de Marlins de World Series wonnen.
In 2008 was Burnett de werper met de meeste strikeouts van de American League. Ook was zijn totaal aantal van 34 wedstrijden als startende werper het hoogst van alle American League-werpers. In december 2008 tekende hij een vijfjarig contract bij de New York Yankees ter waarde van $82,5 miljoen.
In 2015 beëindigde hij zijn carriere. 

## Carrièrestatistieken
| Jaar     | Team     | Lg       | G   | GS  | Win | Loss | PCT  | ERA  | CG | SHO | IP    | H    | ER  | HR  | BB  | SO   |
| -------- | -------- | -------- | --- | --- | --- | ---- | ---- | ---- | -- | --- | ----- | ---- | --- | --- | --- | ---- |
| 1999     | Marlins  | NL       | 7   | 7   | 4   | 2    | .667 | 3.48 | 0  | 0   | 41.1  | 37   | 16  | 3   | 25  | 33   |
| 2000     | Marlins  | NL       | 13  | 13  | 3   | 7    | .300 | 4.79 | 0  | 0   | 82.2  | 80   | 44  | 8   | 44  | 57   |
| 2001     | Marlins  | NL       | 27  | 27  | 11  | 12   | .478 | 4.05 | 2  | 1   | 173.1 | 145  | 78  | 20  | 83  | 128  |
| 2002     | Marlins  | NL       | 31  | 29  | 12  | 9    | 571  | 3.30 | 7  | 5   | 204.1 | 153  | 75  | 12  | 90  | 203  |
| 2003     | Marlins  | NL       | 4   | 4   | 0   | 2    | -    | 4.70 | 0  | 0   | 23.0  | 18   | 12  | 2   | 18  | 21   |
| 2004     | Marlins  | NL       | 20  | 19  | 7   | 6    | .538 | 3.68 | 1  | 0   | 120.0 | 102  | 49  | 9   | 38  | 113  |
| 2005     | Marlins  | NL       | 32  | 32  | 12  | 12   | .500 | 3.45 | 4  | 2   | 209.0 | 184  | 80  | 12  | 79  | 198  |
| 2006     | Toronto  | AL       | 21  | 21  | 10  | 8    | .556 | 3.98 | 2  | 1   | 135.2 | 138  | 60  | 14  | 39  | 118  |
| 2007     | Toronto  | AL       | 25  | 25  | 10  | 8    | .556 | 3.75 | 2  | 0   | 165.2 | 131  | 69  | 23  | 66  | 176  |
| 2008     | Toronto  | AL       | 35  | 34  | 18  | 10   | .643 | 4.07 | 1  | 0   | 221.1 | 211  | 100 | 19  | 86  | 231  |
| 2009     | Yankees  | AL       | 33  | 33  | 13  | 9    | .591 | 4.04 | 1  | 0   | 207   | 193  | 93  | 25  | 97  | 195  |
| 2010     | Yankees  | AL       | 33  | 33  | 10  | 15   | .400 | 5.26 | 1  | 0   | 186.2 | 204  | 109 | 25  | 78  | 145  |
| Totalen: | Totalen: | Totalen: | 281 | 277 | 110 | 100  | .524 | 3.99 | 21 | 9   | 1770  | 1596 | 785 | 172 | 743 | 1618 |